# Maria Teresa da Áustria-Toscana
Maria Teresa da Áustria (em alemão: Maria Theresia Antoinette Immakulata Josepha Ferdinanda Leopoldine Franziska Caroline Isabella Januaria Aloysia Christine Anna von Österreich-Toskana; Alt-Bunzlau, 18 de setembro de 1862 — Żywiec, 10 de maio de 1933) foi uma arquiduquesa da Áustria e princesa da Toscana por nascimento. Foi esposa do arquiduque Carlos Estêvão da Áustria.

## Família
Maria Teresa foi a filha primogênita do arquiduque Carlos Salvador da Áustria e da princesa Maria Imaculada das Duas Sicílias. Os seus avós paternos eram Leopoldo II, grão-duque da Toscana e sua segunda esposa, Maria Antónia das Duas Sicílias. Os seus avós maternos eram o rei Fernando II das Duas Sicílias e sua segunda esposa, Maria Teresa Isabel da Áustria.

## Biografia

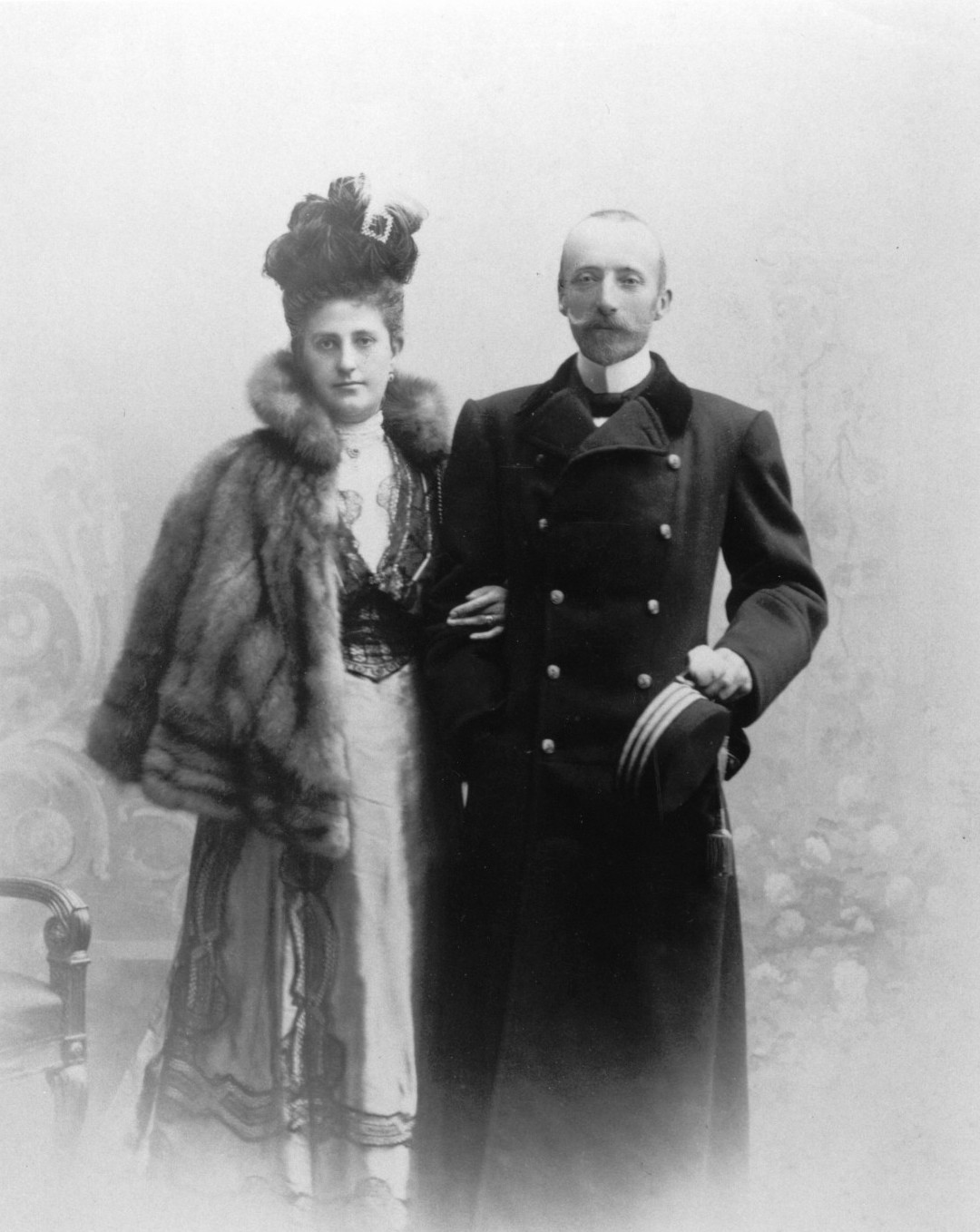
A arquiduquesa Maria Teresa e o arquiduque Carlos Estêvão da Áustria.

Aos 23 anos de idade, a arquiduquesa Maria Teresa casou-se com Carlos Estêvão, de 25 anos, no dia 28 de fevereiro de 1866, em Viena, na Áustria. Ele era filho do arquiduque Carlos Fernando de Áustria-Teschen e de Isabel Francisca de Áustria-Toscana. O casal teve seis filhos, três meninos e três meninas.
O arquiduque faleceu em 7 de abril de 1933, aos 72 anos. Já a arquiduquesa faleceu semanas depois, no dia 10 de maio, com 70 anos, no Castelo Żywiec, na atual Polônia. Foi enterrada na Igreja da Natividade, em Żywiec.

## Descendência
- Leonor da Áustria (28 de novembro de 1886 – 26 de maio de 1974), foi esposa de Alfons von Kloss, com quem teve oito filhos;
- Renata da Áustria (2 de janeiro de 1888 – 16 de maio de 1935), foi esposa do príncipe Hieronim Mikołaj Radziwiłł, com quem teve seis filhos;
- Carlos Alberto da Áustria (18 de dezembro de 1888 – 3 de março de 1951), foi marido de Alice Elisabeth Ankarcrona, também chamada de Alice Habsburg, com quem teve quatro filhos;
- Matilde da Áustria (11 de outubro de 1891 – 6 de fevereiro de 1966), foi esposa do príncipe Olgierd Czartoryski, com quem teve quatro filhos;
- Leão Carlos da Áustria (5 de julho de 1893 – 28 de abril de 1989), foi capitão na cavalaria imperial e real do exército austríaco. Foi casado com Maria-Clothilde von Thuillières, condessa de Montjoye-Vaufrey et de la Roche, com quem teve cinco filhos;
- Guilherme da Áustria (10 de fevereiro de 1895 – 18 de agosto de 1948), foi coronel do Exército Austro-Húngaro e poeta. Não se casou e nem teve filhos.

## Títulos, estilos e honras
- 18 de setembro de 1862 – 10 de maio de 1933: Sua Alteza Imperial e Real Arquiduquesa Maria Teresa da Áustria, Princesa da Toscana.

### Honras
- Espanha: 876.° Dama da Ordem da Rainha Maria Luísa - .